# 小眼球症
小眼球症（しょうがんきゅうしょう）とは、眼球の先天的な疾患の一つ。生まれつき眼球の大きさが小さい病気で、発生頻度は約10,000人に1人といわれている。症状は、強度の屈折異常（遠視、乱視）から、重度な例では先天的な全盲となる場合もある。
染色体の欠損が原因のケースや、感染症、アルコール等の環境要因が一因である可能性が指摘されているが、原因がはっきりしない例も少なくなく、いまだ十分には解明されていない。
片目だけで起こることもあり、両目とも起こることもある。程度がひどい場合には無眼球症（眼球がない疾患）となり、この場合は外見上の理由から義眼を装着するのが普通である。